# Pasul Iablonița
Pasul Iablonița (în maghiară Tatár-hágó, în poloneză Przełęcz Jabłonicka, în ucraineană Яблуницький перевал) este o trecătoare (pas montan) prin Munții Carpați din Ucraina, localizată în partea de sud-est a regiunii Ivano-Frankivsk. El este unul dintre cele câteva trecători care leagă regiunea Transcarpatia cu restul țării, fiind situat în Huțulșcina (Țara huțulilor). 
Pasul montan, aflat la o înălțime de 931 metri, separă Munții Cernohora de Culmea Gorganelor. În partea de nord se află izvoarele râului Prut, iar în partea de sud cele ale râului Tisa. Prin acest pas trece drumul regional important R03 care leagă orașele Frasin (Iasinia) (din sud-vest) și Iaremcea (din nord-est), precum și calea ferată Sighetu Marmației-Ivano-Frankivsk.

## Evenimente istorice
Din cele mai vechi timpuri, trecătoarea a fost folosită ca ruta comercială între Marea Neagră și Ungaria și mai târziu între Polonia și Transilvania. În vechime, era denumită și Pasul Tătarilor. 
În primul război mondial, în 1914 au avut loc în acest pas lupte între armatele țariste și cele austro-ungare. În Războiul Polono-Ucrainean (1918-1919) dintre forțele Poloniei și cele ale Republicii Populare a Ucrainei Occidentale pentru controlul Galiției Răsăritene, trupele ucrainene au trecut în Rutenia subcarpatică prin Pasul Iablonița. 
Trecătoarea și-a păstrat importanța și în al doilea război mondial. La 19 septembrie 1939, Brigada 10 Cavalerie Motorizată a Poloniei (condusă de colonelul Stanisław Maczek, cu un efectiv de aproximativ 1.500 soldați și mai multe tancuri), care lupta împotriva invaziei armatelor sovietice în Polonia, a primit ordinul de a se retrage în Ungaria. Ea a traversat granița cu Ungaria prin Pasul Iablonița, iar soldații au fost internați într-un lagăr de refugiați.
Armata ungară și-a transportat echipamentul logistic prin acest pas. În jurul grotei de pe Linia Arpad, s-au desfășurat lupte grele în anul 1944. La 18 octombrie 1944, trupele sovietice au trecut prin acest pas în urmărirea armatelor germane. 